# حدادی
افرادی با نام خانوادگی حدادی عبارتند از:
- احسان حدادی پرتاب‌گر دیسک اهل جمهوری اسلامی ایران و برنده نشان نقره المپیک ۲۰۱۲ لندن
- حامد حدادی بازیکن بسکتبال
- محمود حدادی مترجم
- پژمان حدادی
- قاسم حدادی‌فر بازیکن فوتبال
- علیرضا حدادی‌فر بازیکن فوتبال